# España en la Eurocopa 2016
La selección de fútbol de España fue uno de los 24 equipos participantes en la Eurocopa 2016, torneo que se realizó en Francia entre el 10 de junio y el 10 de julio de 2016. España acudía al torneo como defensora del título y resultó eliminada en octavos de final ante Italia, acabando en 10.º posición del torneo.

## Clasificación
España obtuvo la clasificación para el torneo continental como primera del grupo C. Además de España el grupo estuvo conformado por las selecciones de Ucrania, Eslovaquia, Bielorrusia, Macedonia y Luxemburgo.

## Preparación
La preparación de cara al torneo consistió en seis partidos amistosos. Tres de ellos fueron en fechas FIFA y los otros tres durante la preparación propiamente dicha ya entre el 21 de mayo y el 7 de junio, partiendo para la concentración en la isla de Ré el 8 de junio.

### Amistosos
| Fecha                | Lugar                |         |                    | Resultado |                                 |                      |
| -------------------- | -------------------- | ------- | ------------------ | --------- | ------------------------------- | -------------------- |
| 13 de noviembre-2015 | Alicante             | España  | Bandera de España  | 2-0       | Bandera de Inglaterra           | Inglaterra           |
| 24 de marzo de 2016  | Údine (Italia)       | Italia  | Bandera de Italia  | 1-1       | Bandera de España               | España               |
| 27 de marzo de 2016  | Cluj (Rumanía)       | Rumanía | Bandera de Rumania | 0-0       | Bandera de España               | España               |
| 29 de mayo de 2016   | Saint Gallen (Suiza) | España  | Bandera de España  | 3-1       | Bandera de Bosnia y Herzegovina | Bosnia y Herzegovina |
| 1 de junio de 2016   | Salzburgo (Austria)  | España  | Bandera de España  | 6-1       | Bandera de Corea del Sur        | Corea del Sur        |
| 7 de junio de 2016   | Getafe               | España  | Bandera de España  | 0-1       | Bandera de Georgia              | Georgia              |

### España vs Inglaterra
| 13 de noviembre de 2015 | España                   | 2:0 (0:0) | Inglaterra | Estadio José Rico Pérez, Alicante                                                 |                                                                                   |
|                         | Gaspar 72' · Cazorla 84' |           |            | Asistencia: Sin datos sobre espectadores espectadores Árbitro(s): Paolo Mazzoleni | Asistencia: Sin datos sobre espectadores espectadores Árbitro(s): Paolo Mazzoleni |

| Uniformes | Uniformes |
| --------- | --------- |
|           |           |

### Italia vs España
| 24 de marzo de 2016 | Italia      | 1:1 (0:0) | España     | Dacia Arena, Údine                                        |                                                           |
|                     | Insigne 68' |           | Aduriz 70' | Asistencia: 35,000 espectadores Árbitro(s): Deniz Aytekin | Asistencia: 35,000 espectadores Árbitro(s): Deniz Aytekin |

| Uniformes | Uniformes |
| --------- | --------- |
|           |           |

### Rumania vs España
| 27 de marzo de 2016 | Rumania | 0:0 | España | Cluj-Arena, Cluj                                         |  |
|                     |         |     |        | Asistencia: 30,000 espectadores Árbitro(s): Ruddy Buquet |  |

| Uniformes | Uniformes |
| --------- | --------- |
|           |           |

### España vs Bosnia
| 29 de mayo de 2016 | España                        | 3:1 (2:1) | Bosnia    | AGF Arena, St. Gallen                                                              |                                                                                    |
|                    | Nolito 11', 18' · Pedro 90+4' |           | Đurić 22' | Asistencia: Sin datos sobre espectadores espectadores Árbitro(s): Stephan Klossner | Asistencia: Sin datos sobre espectadores espectadores Árbitro(s): Stephan Klossner |

| Uniformes | Uniformes |
| --------- | --------- |
|           |           |

### España vs Corea del Sur
| 1 de junio de 2016 | España                                                       | 6:1 (3:0) | Corea del Sur | Red Bull Arena, Salzburgo                                                        |                                                                                  |
|                    | Silva 30' · Fàbregas 32' · Nolito 38', 54' · Morata 50', 89' |           | Se-jong 83'   | Asistencia: Sin datos sobre espectadores espectadores Árbitro(s): Harald Lechner | Asistencia: Sin datos sobre espectadores espectadores Árbitro(s): Harald Lechner |

| Uniformes | Uniformes |
| --------- | --------- |
|           |           |

### España vs Georgia
| 7 de junio de 2016 | España | 0:1 (0:1) | Georgia         | Coliseum Alfonso Pérez, Getafe                                                                  |                                                                                                 |
|                    |        |           | Okriashvili 40' | Asistencia: Sin datos sobre espectadores espectadores Árbitro(s): Vilhjalmur Alvar Thorarinsson | Asistencia: Sin datos sobre espectadores espectadores Árbitro(s): Vilhjalmur Alvar Thorarinsson |

| Uniformes | Uniformes |
| --------- | --------- |
|           |           |

## Torneo

### Convocatoria
La primera lista de convocados para la Eurocopa fue facilitada por Vicente del Bosque el 17 de mayo de 2016 con 25 jugadores. La lista definitiva fue anunciada el 31 de mayo, quedando descartados Isco y Saúl, además del lesionado Dani Carvajal, sustituido por Héctor Bellerín.
Datos correspondientes a la situación previa al inicio del torneo.
| #     | Nombre             | Posición       | Edad | Part. | Club                  |
| ----- | ------------------ | -------------- | ---- | ----- | --------------------- |
| 1     | Iker Casillas      | Portero        | 35   | 167   | Oporto                |
| 2     | César Azpilicueta  | Defensa        | 26   | 15    | Chelsea               |
| 3     | Gerard Piqué       | Defensa        | 29   | 77    | Barcelona             |
| 4     | Marc Bartra        | Defensa        | 25   | 10    | Fútbol Club Barcelona |
| 5     | Sergio Busquets    | Centrocampista | 27   | 84    | Barcelona             |
| 6     | Andrés Iniesta     | Centrocampista | 32   | 109   | Barcelona             |
| 7     | Álvaro Morata      | Delantero      | 23   | 9     | Juventus              |
| 8     | Koke               | Centrocampista | 24   | 23    | Atlético de Madrid    |
| 9     | Lucas Vázquez      | Delantero      | 24   | 1     | Real Madrid           |
| 10    | Cesc Fàbregas      | Centrocampista | 29   | 106   | Chelsea               |
| 11    | Pedro Rodríguez    | Delantero      | 28   | 58    | Chelsea               |
| 12    | Héctor Bellerín    | Defensa        | 21   | 3     | Arsenal               |
| 13    | David de Gea       | Portero        | 25   | 9     | Manchester United     |
| 14    | Thiago Alcántara   | Centrocampista | 25   | 10    | Bayern                |
| 15    | Sergio Ramos       | Defensa        | 30   | 132   | Real Madrid           |
| 16    | Juanfran Torres    | Defensa        | 31   | 18    | Atlético de Madrid    |
| 17    | Mikel San José     | Centrocampista | 27   | 7     | Athletic Club         |
| 18    | Jordi Alba         | Defensa        | 27   | 43    | Barcelona             |
| 19    | Bruno Soriano      | Centrocampista | 31   | 8     | Villarreal            |
| 20    | Aritz Aduriz       | Delantero      | 35   | 6     | Athletic Club         |
| 21    | David Silva        | Delantero      | 30   | 99    | Manchester City       |
| 22    | Nolito             | Delantero      | 29   | 9     | Celta                 |
| 23    | Sergio Rico        | Portero        | 22   | 1     | Sevilla               |
| D. T. | Vicente del Bosque |                |      |       |                       |

### Primera fase

#### Grupo D
| Selección       | Pts. | PJ | PG | PE | PP | GF | GC | Dif |
| --------------- | ---- | -- | -- | -- | -- | -- | -- | --- |
| Croacia         | 7    | 3  | 2  | 1  | 0  | 4  | 2  | 2   |
| España          | 6    | 3  | 2  | 0  | 1  | 5  | 2  | 3   |
| Turquía         | 3    | 3  | 1  | 0  | 2  | 2  | 4  | -2  |
| República Checa | 1    | 3  | 0  | 1  | 1  | 2  | 4  | -2  |

| 13 de junio de 2016, 15:00 CET | España    | 1:0 (0:0) | República Checa | Stade de Toulouse, Toulouse                                        |                                                                    |
|                                | Piqué 87' | Reporte   |                 | Asistencia: 29 400 espectadores Árbitro(s): Szymon Marciniak (POL) | Asistencia: 29 400 espectadores Árbitro(s): Szymon Marciniak (POL) |

| 17 de junio de 2016, 21:00 CET | España                      | 3:0 (2:0) | Turquía | Allianz Riviera, Niza                                     |                                                           |
|                                | Morata 34' 48' · Nolito 37' | Reporte   |         | Asistencia: 33 409 espectadores Árbitro(s): Milorad Mažić | Asistencia: 33 409 espectadores Árbitro(s): Milorad Mažić |

| 21 de junio de 2016, 21:00 CET | Croacia                   | 2:1 (1:1) | España    | Stade Bordeaux-Atlantique, Burdeos                        |                                                           |
|                                | Kalinić 45' · Perišić 87' | Reporte   | Morata 7' | Asistencia: 37 245 espectadores Árbitro(s): Björn Kuipers | Asistencia: 37 245 espectadores Árbitro(s): Björn Kuipers |

### Octavos de final
| 27 de junio de 2016, 18:00 CET | Italia                      | 2:0 (1:0) | España | Stade de France, Saint-Denis |                          |
|                                | Chiellini 33' · Pellé 90+1' | Reporte   |        | Árbitro(s): Cüneyt Çakır     | Árbitro(s): Cüneyt Çakır |